# Mark Bavis
Mark Bavis (* 13. März 1970 in Roslindale, Massachusetts; † 11. September 2001 in New York City) war ein US-amerikanischer Eishockeyspieler, -trainer und -scout, der in seiner aktiven Zeit von 1989 bis 1996 unter anderem für die Providence Bruins und Fredericton Canadiens in der American Hockey League gespielt hat. Sein Zwillingsbruder Mike war ebenfalls ein professioneller Eishockeyspieler.

## Karriere
Mark Bavis begann seine Karriere als Eishockeyspieler in der Mannschaft der Boston University, für die er von 1989 bis 1993 aktiv war und in der Saison 1990/91 die Meisterschaft der Hockey East gewann. Zuvor war er bereits als High-School-Spieler im NHL Entry Draft 1989 in der neunten Runde als insgesamt 181. Spieler von den New York Rangers ausgewählt worden. Allerdings nahmen ihn diese nicht unter Vertrag. Stattdessen gab der Flügelspieler in der Saison 1993/94 sein Debüt im professionellen Eishockey für die Providence Bruins und Fredericton Canadiens aus der American Hockey League. In den folgenden beiden Spielzeiten stand der Linksschütze in der East Coast Hockey League für die South Carolina Stingrays auf dem Eis, wobei er die Saison 1995/96 bei seinem Ex-Klub Providence Bruins in der AHL beendete.
Mark Bavis, der bereits mit 26 Jahren seine Profikarriere beendet hatte, war von 1997 bis 1999 als Assistenztrainer für die Harvard University in der ECAC Hockey tätig. In der Saison 1999/2000 arbeitete er in gleicher Position für die Chicago Freeze aus der Juniorenliga North American Hockey League. Ab dem Sommer 2000 war der US-Amerikaner als professioneller Scout bei den Los Angeles Kings aus der National Hockey League angestellt. Zusammen mit seinem Kollegen, dem ehemaligen Spieler und mehrfachen Stanley-Cup-Sieger Garnet Bailey fiel er den Terroranschlägen vom 11. September 2001 zum Opfer, als beide mit United-Airlines-Flug 175 nach Los Angeles zurückkehren wollten.
Bavis Nummer 12 wird von den South Carolina Stingrays nicht mehr vergeben.

## Erfolge und Auszeichnungen
- 1991 Lamoriello-Trophy-Gewinn mit der Boston University